# Кузилово
Кузилово — деревня Артемьевского сельского округа Артемьевского сельского поселения Тутаевского района Ярославской области .
Деревня находится на западе сельского поселения, к северо-западу от Тутаева. Она расположена с северной стороны от федеральной трассы Р151 Ярославль—Рыбинск на участке Тутаев — Рыбинск, между трассой и правым берегом Волги. С запада деревня ограничена  глубоким оврагом, рассекающим высокий волжский берег, а сам обрывистый волжский берег расположен на к северу и северо-востоку на расстоянии около 500 м. С противоположной стороны оврага стоит деревня Шеломки, за которой следует ещё один овраг, в котором протекает небольшой, без постоянного водотока левый приток Волги, ручей Каменка. На противоположном берегу Каменки стоит деревня Антифьево. Ниже Кузилово по Волге, к востоку находится западный район Тутаева — Молявино .
Деревня Кузилова указана на плане Генерального межевания Борисоглебского уезда 1792 года. В 1825 Борисоглебский уезд был объединён с Романовским уездом. По сведениям 1859 года деревня относилась к Романово-Борисоглебскому уезду . 
На 1 января 2007 года в деревне Кузилово числилось 5 постоянных жителей . По карте 1975 г. в деревне жило 24 человека. Почтовое отделение, находящееся в городе Тутаев, обслуживает в деревне Кузилово 39 домов на Центральной улице .